# Titularbistum Tigisi in Numidia
Tigisi in Numidia (ital.: Tigisi di Numidia ) ist ein Titularbistum der römisch-katholischen Kirche.
Das Bistum Tigisi in Numidia war in Numidien angesiedelt, einer historischen Landschaft in Nordafrika, die weite Teile der heutigen Staaten Tunesien und Algerien umfasst.
| Titularbischöfe von Tigisi in Numidia |                                             |                                                          |                  |                   |
| Nr.                                   | Name                                        | Amt                                                      | von              | bis               |
| 1                                     | Michel-Gaspard Coppenrath Titularerzbischof | Koadjutorerzbischof von Papeete (Französisch-Polynesien) | 16. Februar 1968 | 5. Mai 1973       |
| 2                                     | Mogale Paul Nkhumishe                       | Weihbischof in Lydenburg-Witbank (Südafrika)             | 5. November 1981 | 9. Juni 1984      |
| 3                                     | Aldo Lazzarín Stella OSM                    | Apostolischer Vikar von Aysén (Chile)                    | 15. Mai 1989     | 16. Oktober 2010  |
| 4                                     | Peter Comensoli                             | Weihbischof in Sydney (Australien)                       | 20. April 2011   | 20. November 2014 |
| 5                                     | Denis Jachiet                               | Weihbischof in Paris (Frankreich)                        | 25. Juni 2016    | 2. Oktober 2021   |
| 6                                     | Gerardo Miguel Nieves Loja                  | Weihbischof in Guayaquil (Ecuador)                       | 23. Oktober 2021 |                   |